# نامه‌هایی از ایوو جیما
نامه‌هایی از ایوو جیما (به انگلیسی: Letters From Iwo Jima) نام یک فیلم درام جنگی به کارگردانی کلینت ایستوود و نویسندگی ایریس یاماشیتا است که در سال ۲۰۰۶ منتشر شد. این فیلم نبرد ایووجیما را از دریچه چشم سربازان ژاپنی به تصویر می‌کشد و به عنوان بخش دیگری از فیلم پرچم‌های پدران ما در همان سال به‌شمار می‌رود که همان نبرد را از دیدگاه آمریکایی‌ها نشان می‌دهد.
فیلم به‌طور کامل به زبان ژاپنی تهیه شده‌است. چون این دنباله‌سازی موفق دقیقاً همان داستان پرچم‌های پدران ما را از دید ژاپن روایت می‌کند.

## جوایز
- فیلم در جوایز اسکار نامزد ۴ اسکار بود که فقط بهترین ویرایش صدا را برد.
- نامه‌هایی از ایوو جیما در جشنواره بین‌المللی فیلم برلین، انجمن منتقدان پخش فیلم، انجمن منتقدان فیلم شیکاگو، دالاس فورت و گلدن گلوب جایزه بهترین فیلم خارجی زبان را دریافت کرد.